# Camille Flammarion

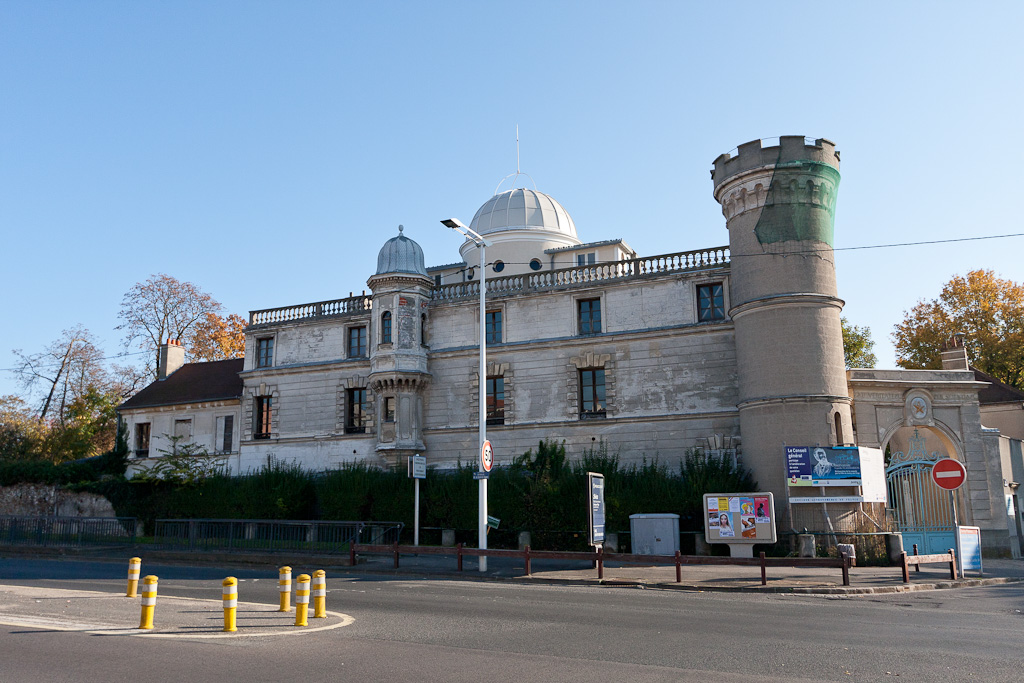
Flammarions observatorium i Juvisy.

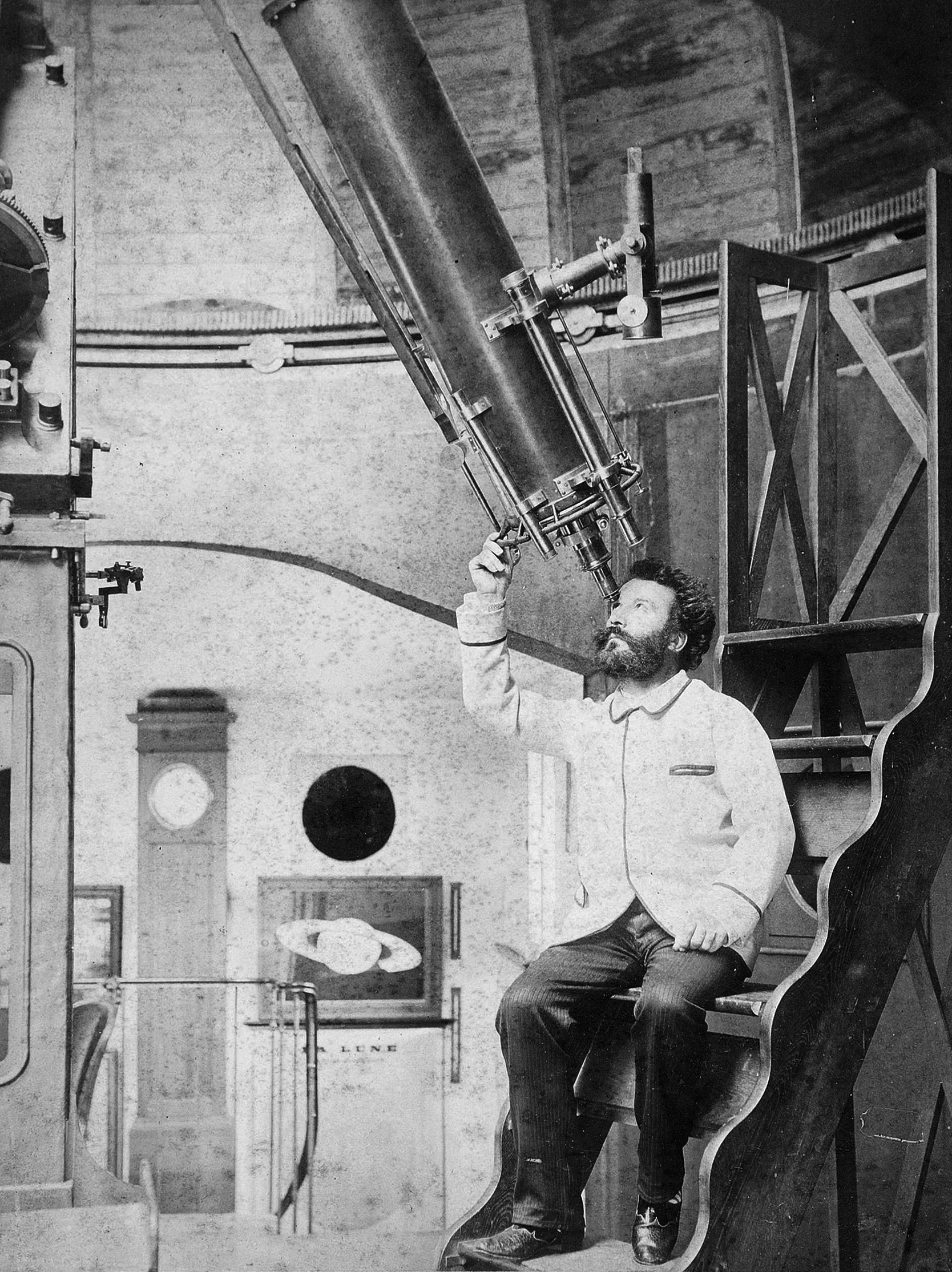
Flammarion vid refraktorn i Juvisy.

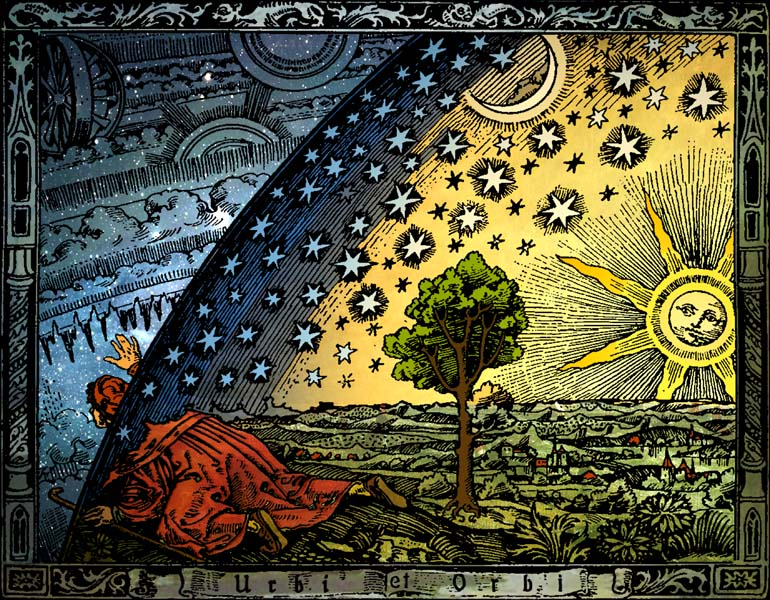
Universum – C. Flammarion, trägravyr, Paris 1888, färgläggning: Heikenwaelder Hugo, Wien 1998. Träsnittet presenterades som ett upphittat medeltida verk bland annat föreställande en platt jord, att Flammarion var upphovsman offentliggjordes först 1974.

Camille Flammarion, född 26 februari 1842 i Montigny-le-Roi i Val-de-Meuse i Haute-Marne, död 3 juni 1925 i Juvisy-sur-Orge i Essonne, var en fransk astronom och populärvetenskaplig författare.

## Biografi
Flammarion började 1858 som student vid astronomiska observatoriet i Paris, övertog 1863 redaktionen av tidskriften "Cosmos", och 1865 av den vetenskapliga delen av "Siécle". År 1868 gjorde han flera ballongfärder för att studera fuktighet och luftströmmar i atmosfärens övre lager.
Sin ryktbarhet vann Flammarion genom att på ett entusiastiskt och underhållande sätt popularisera naturvetenskaperna, särskilt astronomin, men hans skrifter har också en tendens till mysticism och uppvisar på flera ställen en spiritistisk världsåskådning.
Med understöd av en privat donation öppnade Flammarion 1887 ett eget observatorium i Juvisy norr om Paris. Han grundade 1882 månadstidskriften "L'Astronomie" och grundade 1887, och var den första presidenten i, Société Astronomique de France. 

## Eftermäle
Flammarion tilldelades som den förste mottagaren Jules Janssens pris 1897. Flammarionkratern på månen, Flammarionkratern på planeten Mars, samt asteroiden 1021 Flammario är uppkallade efter honom.

### Svenska översättningar
- La pluralité des mondes habités (1862)
  - Bebodda verldar eller villkoren för himlakropparnas beboelighet, betraktade från astronomiens, fysiologiens och den naturliga filosofins synpunkter (anonym översättning, Hierta, 1866) Fulltext
  - Bebodda världar (anonym översättning, Björck & Börjesson, 1906)
- Les mondes imaginaires et les mondes réels (1864)
  - Fantasiens verldar och verklighetens verldar: en resa genom verldsrymden, eller Kritisk undersökning af de menskliga teorierna angående stjernornas invånare (anonym översättning, Hierta, 1867) Fulltext
  - Världsalltet: fantasi och verklighet (översättning i sammandrag av O. H. D. (Oscar Heinrich Dumrath), Björck & Börjesson, 1917). Ny uppl. med titel Fantasi och verklighet (Lundwall, 1982)
- Dieu dans la nature (1866)
  - Gud i naturen (anonym översättning, Hierta, 1868) Fulltext
- Les merveilles célestes (1865)
  - Himlens under: causerier i populär astronomi (anonym översättning, Lamm, 1870)
- Les héros du travail (1867) 
  - Arbetets hjeltar: populära föredrag (anonym översättning, Flodin, 1870)
- Voyages aériens (1870)
  - Resor i luftballong (översättning Tom Wilson, Looström, 1890)
  - Camille Flammarions ballongfärder (anonym översättning, Askerberg, 1890)
- Récits de l’infini, Lumen, histoire d’une comète (1872)
  - Lumen: en ljusstråles historia (översättning Johannes Granlund, Beijer, 1890)
- Astronomie populaire (1880)
  - Populär astronomi (fri bearbetning af Nils Viktor Emanuel Nordenmark, Bonnier, 1895-1897)
- Dans le ciel et sur la Terre (1886)
  - I himmel och på jord (översättning Johannes Granlund, Lamm, 1886)
- L'Atmosphère (1888)
  - Atmosferens under (Öfversättning i sammandrag av Johannes Granlund, Beijer, 1888-1889)
- Uranie (1889)
  - Urania: en själs resa i oändligheten (översättning Johannes Granlund, Beijer, Lamm, 1890) Fulltext av ny upplaga på Nordiska förlaget, 1910
  - Urania (anonym översättning, Adolf Bonnier, 1890)
  - Urania (översättning Hilda Sachs, Björck & Börjesson, 1907)
- La fin du monde (1893)
  - Världens undergång (översättning E. S., Geber, 1893)
  - Världens undergång (översättning Tom Wilson, Björck & Börjesson, 1912)
- Stella (1897)
  - Stella (bemyndigad öfversättning från författarens manuskript af E. S., Geber, 1897)
  - Stella (översättning Sten Granlund, Nordiska förlaget, 1918)
- L’inconnu et les problèmes psychiques (1900)
  - Det okända och lifvets psykiska gåtor (översättning Paul Bore, Geber, 1900)
- Les Forces naturelles inconnues (1907)
  - De okända naturkrafterna (anonym översättning, Geber, 1907)

Med okända originaltitlar
- Stjerndrömmar (översättning Tom Wilson, Looström, 1890)
- Vår himmel (bearbetad öfversättning af O. H. D. [Oskar Heinrich Dumrath], Adolf Bonnier, 1893) Fulltext